# Curie (cratera marciana)
A cratera Curie é uma cratera de impacto no quadrângulo de Oxia Palus em Marte, localizada a 29.1º latitude norte e 4.8º longitude oeste.  Seu diâmetro é de 114.1 km e recebeu este nome em referência ao químico francês Pierre Curie (1865–1939).

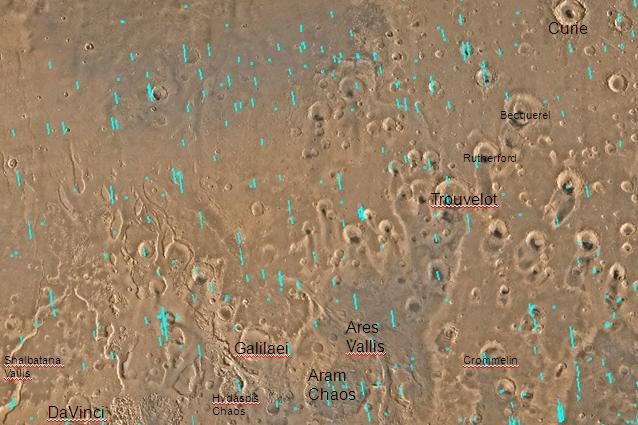
Mapa do quadrângulo de Oxia Palus, a cratera Curie está no canto superior à direita.
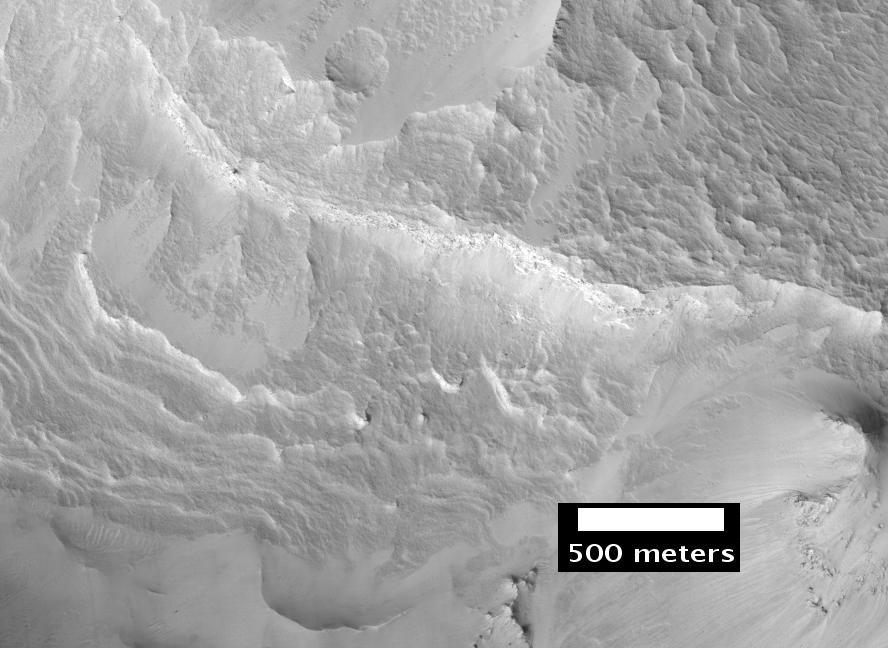
Imagem aproximada do pico central da cratera Curie, visto pela HiRISE.